# Lucky Luke (sèrie de televisió de 1983)

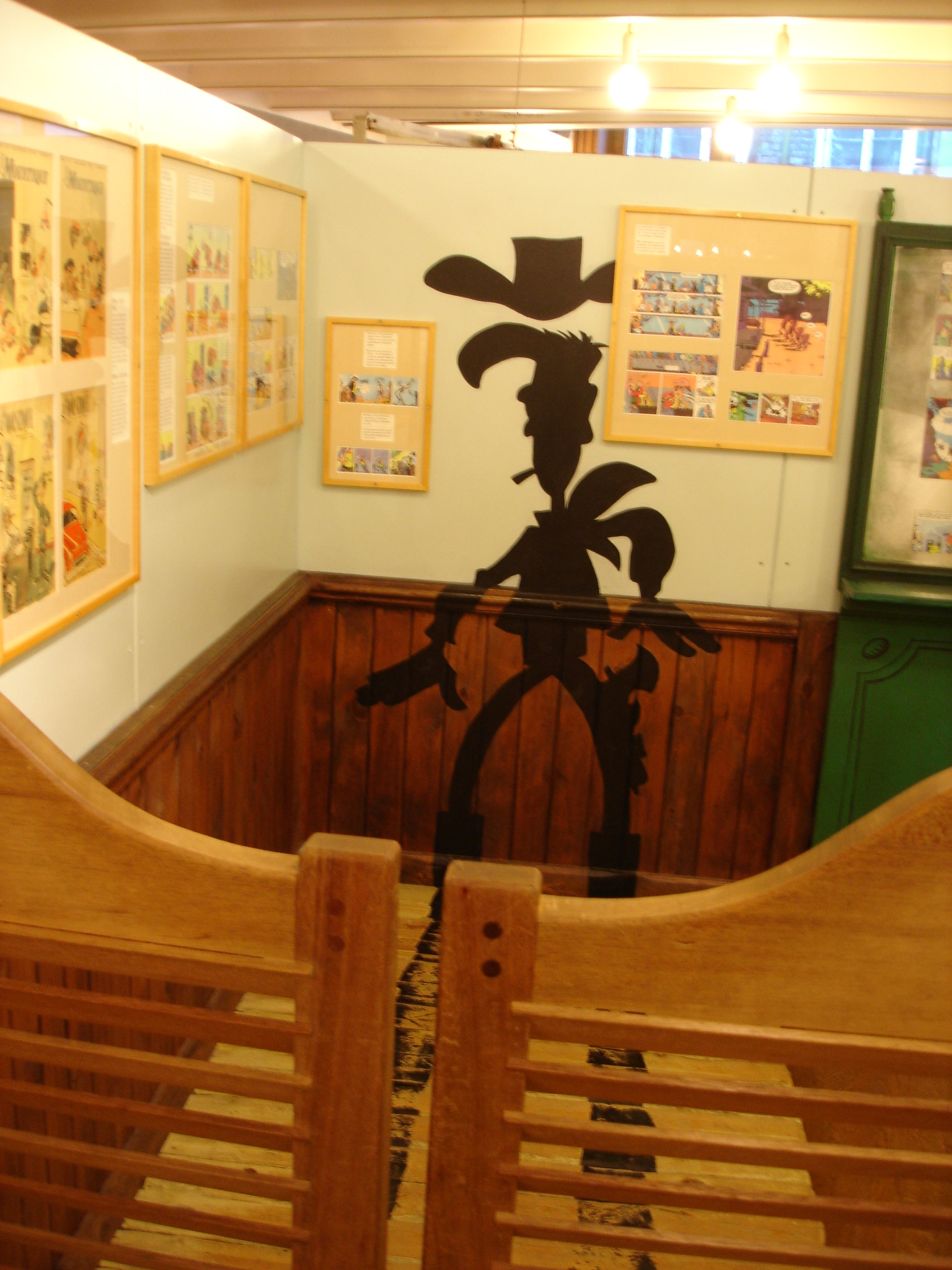
L'ombra de Lucky Luke és present als crèdits inicials de la sèrie.

Lucky Luke va ser una sèrie de televisió animada basada en la sèrie de còmics homònima creada pel dibuixant belga i creador de la franquícia Morris. La sèrie va tenir una durada de 26 episodis, i va ser coproduïda per Hanna-Barbera, Gaumont, Extrafilm i FR3. A França, la sèrie es va emetre a partir del 15 d'octubre de 1984 a FR3. Als Estats Units, el programa es va emetre en sindicació a diverses emissores de CBS i ABC. Es va doblar al català pel Canal Super3.

## Sinopsi
Lucky Luke és un cowboy solitari i intel·ligent que viatja pel Far West. Acompanyat del seu fidel cavall Jolly Jumper i gairebé tots els episodis de Rantanplan, el gos guardià de la presó (que es perd a Occident per voler seguir en Lucky Luke o trobar la seva presó), es troba enfrontat a diversos bandits i matons com els germans Dalton, Billy el Nen, Jesse James i Phil Defer.

## Producció
Els crèdits inicials van ser dirigits per Philippe Landrot. Aquesta sèrie es va emetre a terminis de 5 minuts cada dia en hora de màxima audiència, seguida d'una emissió completa diumenge a la tarda (a FR3). Tres episodis ("Els Dalton al Canadà", "La mare Dalton" i "Indult pels Dalton") es van combinar en un llargmetratge recopilatori: Els Dalton en llibertat.